# Mozzagrogna
Mozzagrogna est une commune de la province de Chieti dans les Abruzzes en Italie.

## Administration
| Période                                  | Période  | Identité         | Étiquette | Qualité |
| ---------------------------------------- | -------- | ---------------- | --------- | ------- |
| 14 juin 2004                             | En cours | Giuseppe Bussolo |           |         |
| Les données manquantes sont à compléter. |          |                  |           |         |

### Hameaux
Villa Romagnoli, Contrada Rosciavizza, Contrada Cornice, Castel di Sette, Lucianetti

### Communes limitrophes
Fossacesia, Lanciano, Paglieta, Santa Maria Imbaro